# Theodor von Schacht
Theodor von Schacht (Estrasburgo, 1748-Ratisbona, 20 de junio de 1823) fue un compositor alemán.
Después de sus estudios en Stuttgart y Wetzlar, von Schacht llegó a Ratisbona como caballero (Hofkavalier). Allí fue nombrado director de la música de la corte en 1773, y se le asignó también para dirigir ópera italiana.
En 1796 se le concedió una pensión de por vida por los servicios prestados.
Compuso al menos 33 sinfonías, una de ellos publicado en su totalidad en Angerer. Sus composiciones también incluyen tres conciertos para clarinete (uno de ellos compuesto en 1781). Uno fue grabado por Dieter Klöcker. Compuso al menos un concierto para dos fagotes.